# Эстринген
Эстринген (нем. Östringen) — город в Германии, в земле Баден-Вюртемберг. 
Подчинён административному округу Карлсруэ. Входит в состав района Карлсруэ.  Население составляет 12 831 человек (на 31 декабря 2010 года). Занимает площадь 53,23 км². Официальный код  —  08 2 15 064.

## Фотографии

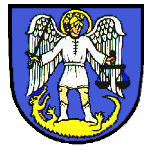
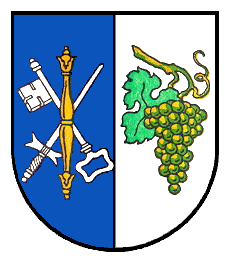
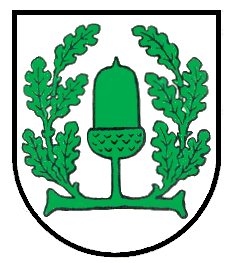